# U-Bahnhof Florenc

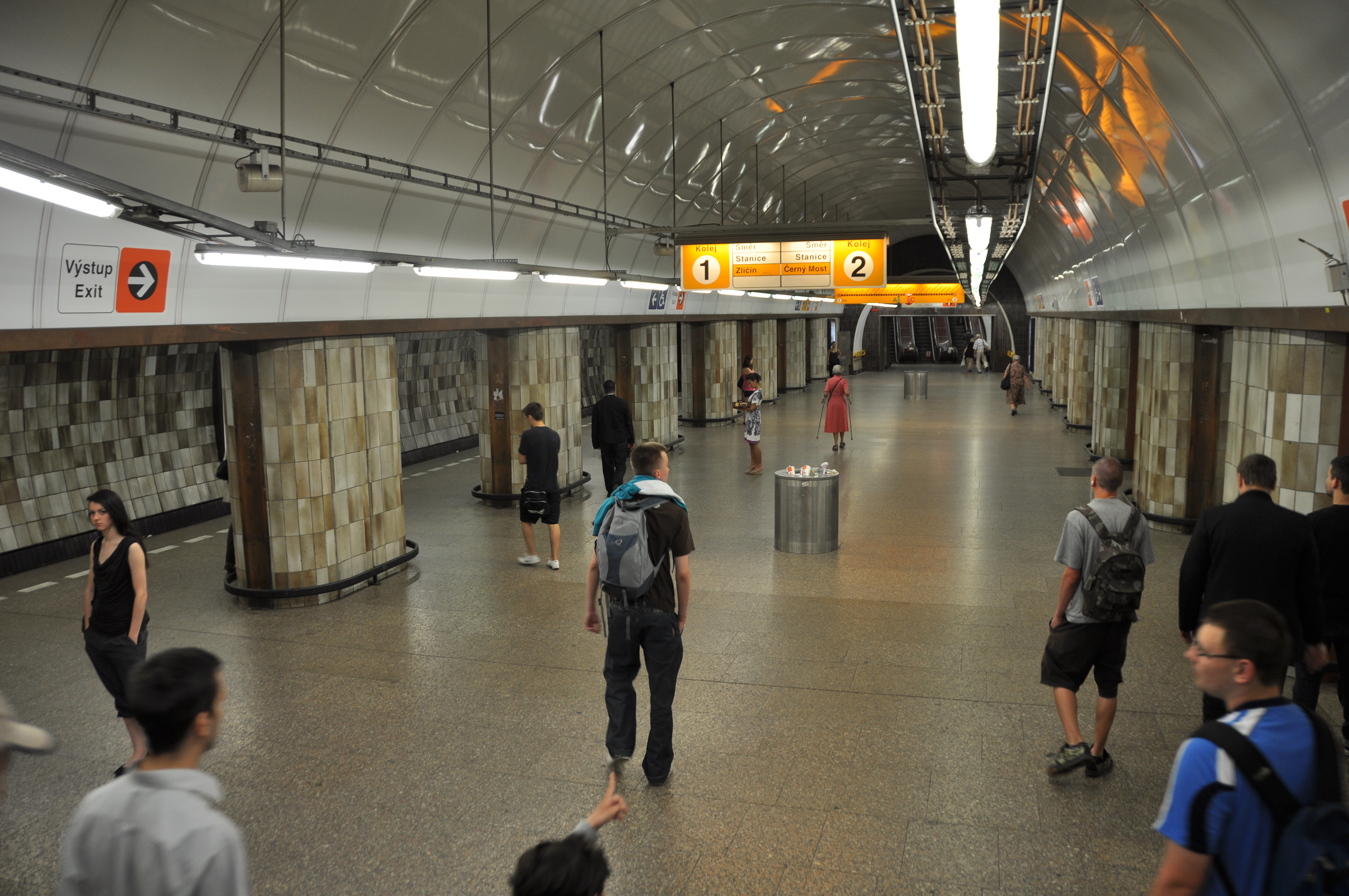
Bahnsteig der Linie B

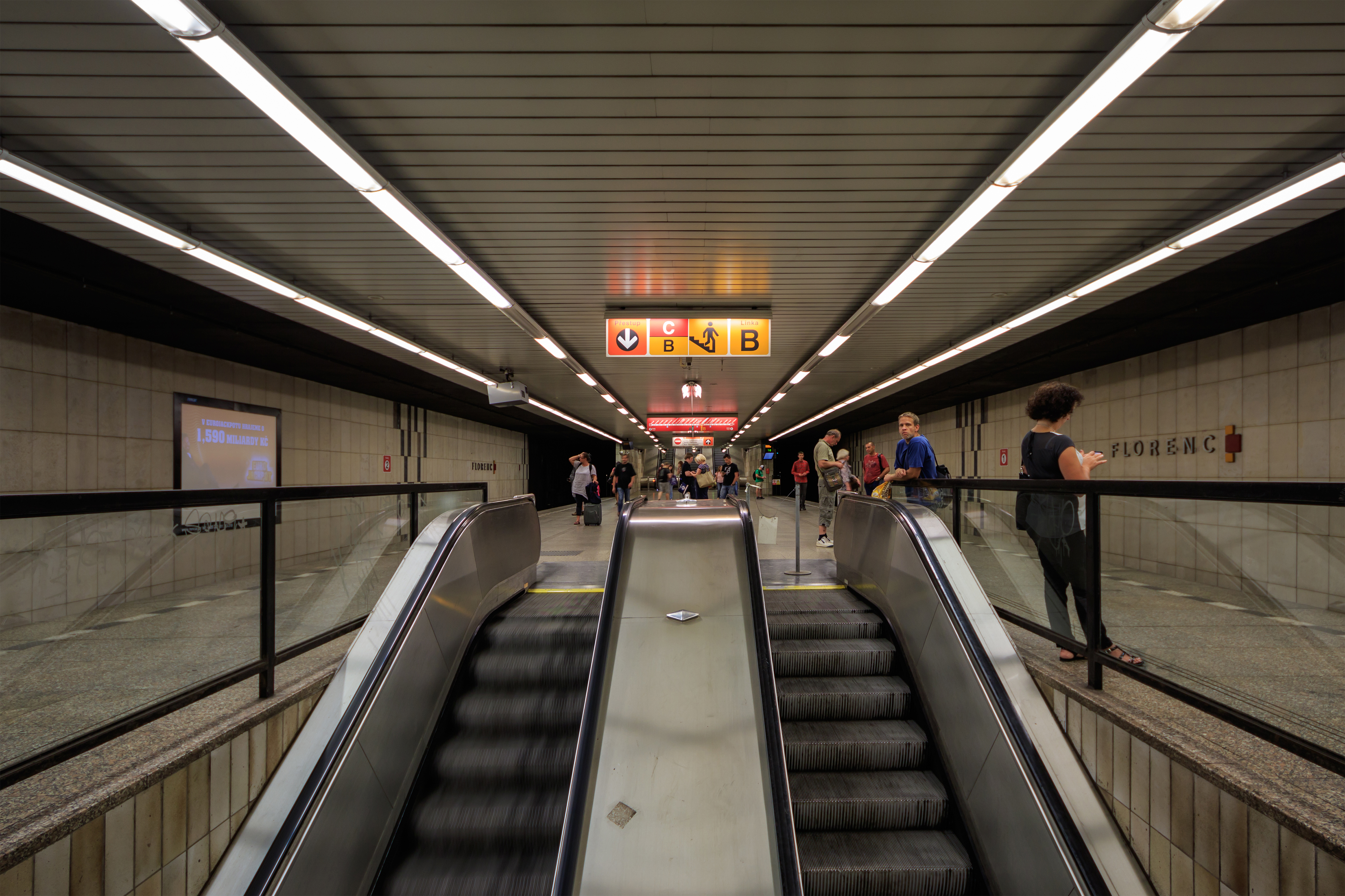
Bahnsteig der Linie C

Florenc ist der Name eines U-Bahnhofs der Metro Prag im Stadtviertel Florenc, an dem sich die Linien B und C kreuzen. Er befindet sich im Prager Stadtteil Karlín. Es bestehen Umsteigemöglichkeiten zu mehreren Straßenbahn- und Buslinien sowie zum internationalen Busbahnhof Florenc. Bis 1990 hieß die Station Sokolovská, nach der angrenzenden Straße.
Die Station Florenc wurde mit der Inbetriebnahme der Linie C im Jahr 1974 eröffnet. Bis zum Ausbau der Strecke zum Bahnhof Praha-Holešovice im Jahr 1984 diente sie als Endstation. Der Bahnsteig liegt in einer Tiefe von 9,35 Metern. 1985 ging die Linie B in Betrieb. Dieser Bahnsteig liegt in 39 Metern Tiefe. Die Bahnsteige sind über jeweils zwei Aufzüge barrierefrei zugänglich.